# Gainsborough (Saskatchewan)
Gainsborough es un pueblo canadiense situado en la provincia de Saskatchewan.

## Superficie
Gainsborough tiene una superficie de 0,94 km².

## Demografía
En 2021, tenía 227 habitantes, una densidad poblacional de 241,7 hab./km², y 144 viviendas.